# Сен-Мартен-де-Валамас
Сен-Марте́н-де-Валама́с (фр. Saint-Martin-de-Valamas, окс. Sant Martin de Valamàs) — коммуна во Франции, находится в регионе Рона — Альпы. Департамент коммуны — Ардеш. Административный центр кантона Сен-Мартен-де-Валамас. Округ коммуны — Турнон-сюр-Рон.
Код INSEE коммуны — 07269.

## Население
Население коммуны на 2008 год составляло 1279 человек.
| 1962 | 1968 | 1975 | 1982 | 1990 | 1999 | 2008 |
| ---- | ---- | ---- | ---- | ---- | ---- | ---- |
| 1508 | 1625 | 1640 | 1516 | 1386 | 1299 | 1279 |

## Экономика
В 2007 году среди 725 человек в трудоспособном возрасте (15—64 лет) 536 были экономически активными, 189 — неактивными (показатель активности — 73,9 %, в 1999 году было 70,5 %). Из 536 активных работали 501 человек (263 мужчины и 238 женщин), безработных было 35 (20 мужчин и 15 женщин). Среди 189 неактивных 43 человека были учениками или студентами, 88 — пенсионерами, 58 были неактивными по другим причинам.

## Достопримечательности
- Руины замка Рошбон (XI—XIII века).[2]

## Фотогалерея

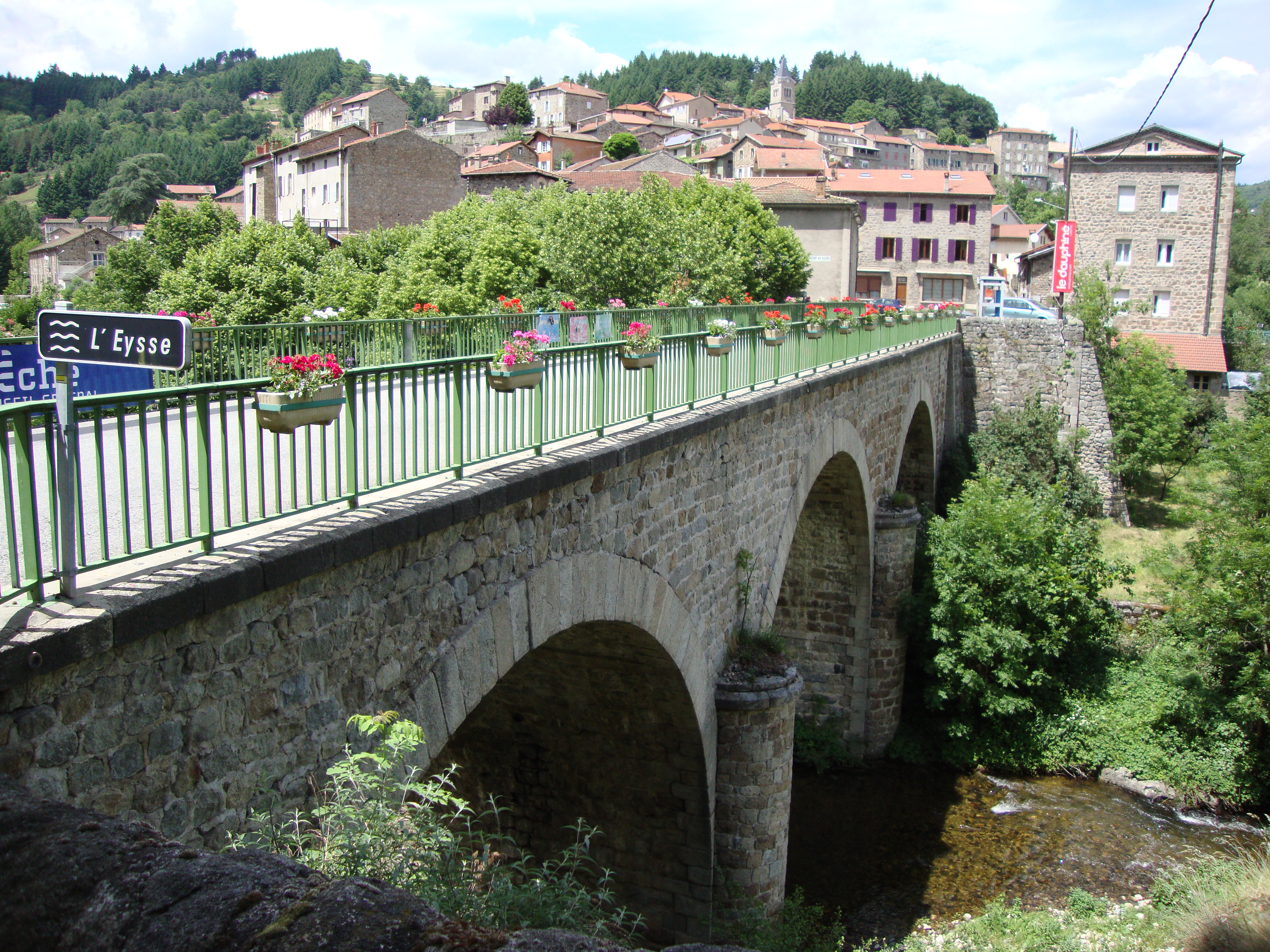
Мост на реке Эйс
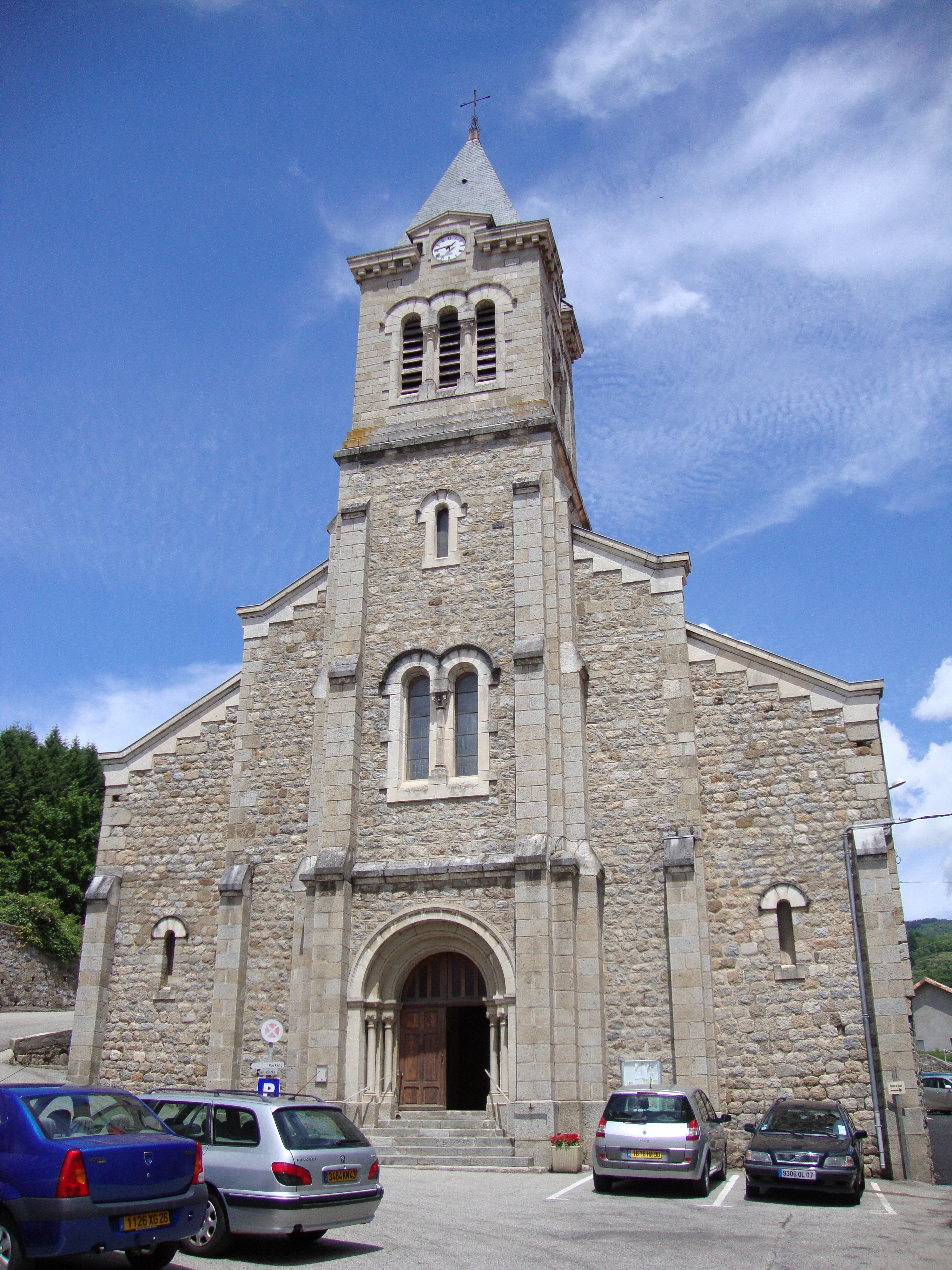
Церковь
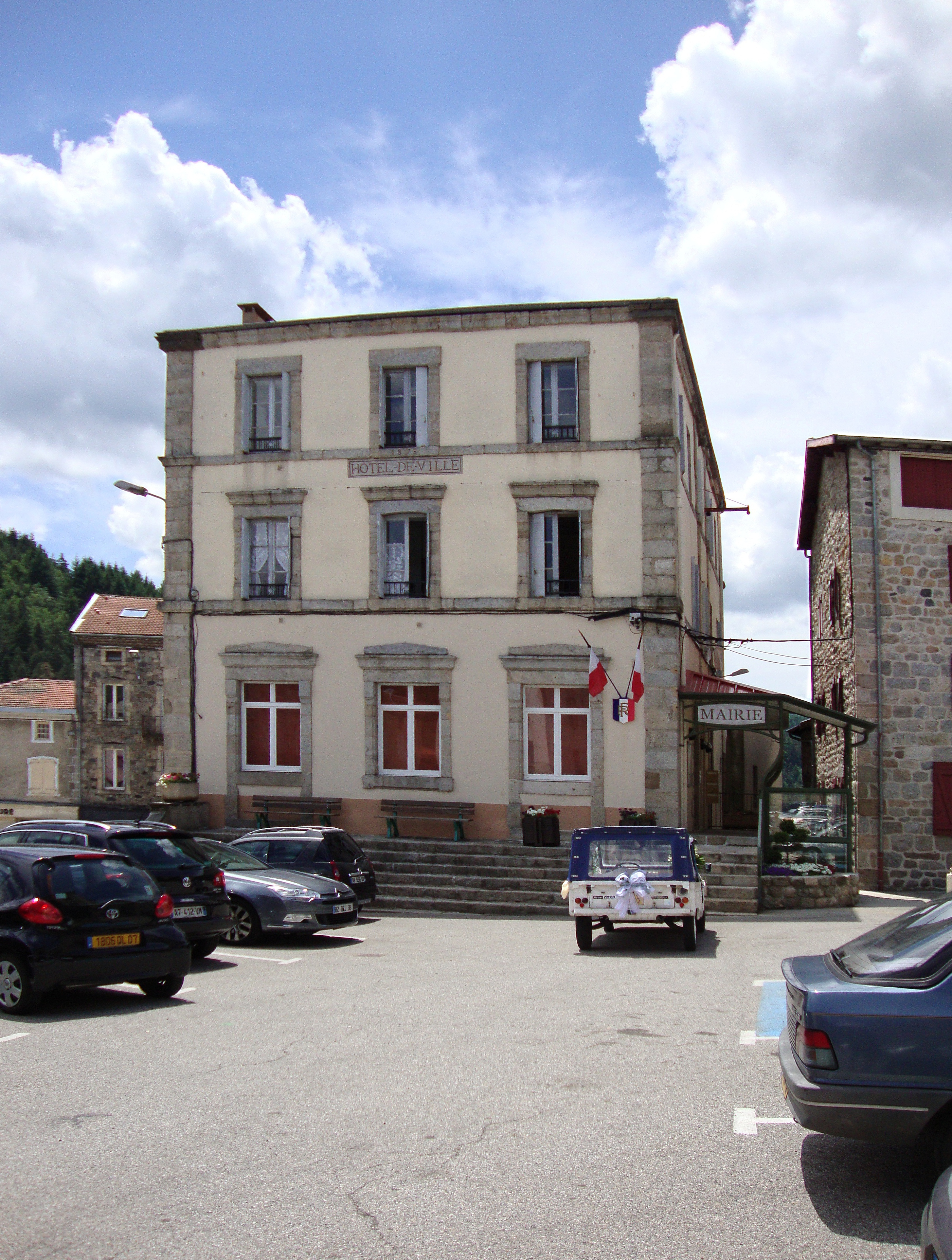
Мэрия
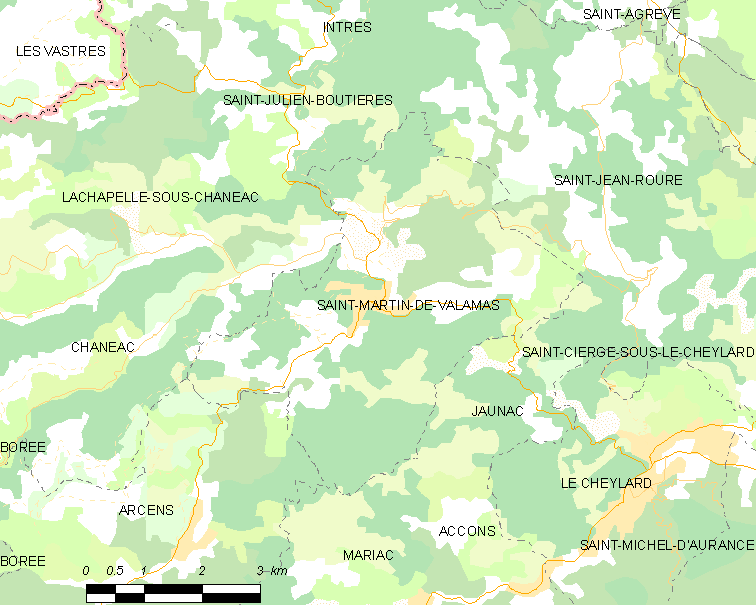
Карта коммуны